# Van Zuylen (België)
Van Zuylen is een adellijke familie in België. Ze moet niet verward worden met de families vermeld onder de algemene noemer Van Zuylen van Nievelt of Van Zuylen van Nyevelt, met vertakkingen in Noord- en Zuid-Nederland, noch met de familie Van Zuylen van Nijevelt in Rotterdam.

## Geschiedenis
De familie van Zuylen behoorde vanaf de achttiende eeuw tot de notabelen van Luik. Bernard en Edouard van Zuylen waren likeurstoker. De zonen van Edouard baatten in het centrum van Luik een groothandel in koloniale waren uit. De winsten investeerden ze in de voedingsindustrie. Hun eerste investering was in de Sucreries de Visé, met in 1899 de fusie met andere suikerfabrieken die leidde tot de Société Générale de Sucrerie. Gustave van Zuylen werd anderzijds aandeelhouder en bestuurder van de S.A. du Charbonnage de la Haye. In 1893 kocht hij het kasteel van Argenteau.
De zoons van Gustave van Zuylen, Edouard, Joseph, Paul, Edmond en Pierre bouwden het familiefortuin verder uit. In 1928 kochten ze een koffiefabriek op met het merk Chat Noir - Zwarte Kat. Door  het fuseren met twee andere Belgische bedrijven groeide dit uit tot de groep Cafés Chat Noir.
De familie investeerde ook in de tabaksindustrie. Onder de naam Van Zuylen frères participeerden ze met de familie Van der Elst in de Manufacture de Cigarettes et Tabacs John Thomas en stichtten ze samen de sigarenfabriek Jubilé.
De eerste met adellijke aspiraties was senator Guillaume van Zuylen die in 1905 geadeld werd en in 1920, niet lang voor zijn dood, de titel van baron verwierf. Hij koos een wapenschild bestaande uit drie zuilen, dat verwees naar het wapenschild van de familie van Zuylen van Nievelt, met wie de familie wellicht in het verre verleden banden had. Als wapenschild koos hij Semper recte et fortiter.

## Voornaamste leden
De voornaamste telgen uit deze familie zijn:
- Guillaume van Zuylen (1838-1924), Belgisch senator voor de katholieke partij in het arrondissement Luik, van 1908 tot 1919. Hij was ook schepen van Argenteau.
- Joseph van Zuylen (1871-1962), Belgisch senator voor de katholieke partij in het arrondissement Luik. Hij was rechtstreeks verkozen voor de legislatuur 1925-1932 en was provinciaal senator van 1932 tot 1936. Hij was ook burgemeester van Argenteau en provincieraadslid.
- Pierre van Zuylen, directeur-generaal op het Ministerie van Buitenlandse Zaken, belangrijke persoon in de besluitvorming met betrekking tot de Belgische buitenlandse politiek in het interbellum en tijdens de oorlog.
- Guillaume Marie van Zuylen, bisschop van Luik.

## Genealogie
- Bernard van Zuylen (1779-1878) x Noëlle Constant
  - Edouard van Zuylen (1811-1869) x Jeanne Dodémont
    - Baron (1920) Guillaume van Zuylen (Luik, 21 december 1838 - 30 maart 1924) trouwde met Marie Orban de Xivry (1843-1888). Ze hadden vijf zoons en een dochter. Hij was ingenieur (ingénieur des arts et manufactures), industrieel en Belgisch senator. In 1905 verkreeg hij opname in de erfelijke adel en in 1920 werd hem de bij eerstgeboorte overdraagbare titel baron toegekend.
      - Baron (1924) Edouard van Zuylen (1869-1946)
      - Baron (1922) Joseph van Zuylen (Luik 2 februari 1871 - Argenteau 10 juni 1962), trouwde met Angèle van Caloen de Basseghem, dochter van Camille van Caloen de Basseghem, burgemeester van Varsenare en kleindochter van Jules de Bie de Westvoorde, burgemeester van Sint-Kruis. Ze hadden vier zoons en vier dochters. Hij was landbouwingenieur, industrieel en Belgisch senator. Net als zijn vader verkreeg hij een bij eerstgeboorte overdraagbare baronstitel.
        - Baron (1930) Gustave van Zuylen (Luik 22 maart 1903 - Argenteau 10 januari 1983), trouwde met gravin Laure de Briey (1906-1991). Ze hadden vier zoons en vier dochters. Hij mocht de baronstitel al dragen bij leven van zijn vader.
        - Guillaume Marie van Zuylen (Luik 4 januari 1910 - 2 april 2004) was bisschop van Luik, doctor in de filosofie, licentiaat in de theologie.

      - Baron (1922) Pierre van Zuylen (Luik 30 mei 1881 - Etterbeek 26 april 1977), trouwde met Valentine de Lhoneux (1884-1963). Ze kregen drie zoons en een dochter. Hij was doctor in de rechten, ambassadeur. Hij verkreeg de baronstitrel in 1922.

  - Charles van Zuylen (1821-1899), trouwde met Annette Drion (1820-1917)
    - Charles Edouard Joseph van Zuylen (1851-1941), trouwde met Jenny Donckier de Donceel (1854-1934)
      - Fernand van Zuylen (1878-1950), trouwde met Emilie Unkraut (1880-1971)
        - Jacques van Zuylen (1902-1968), trouwde met Cornélie Schul (1911-1973). Hij werd in de adelstand opgenomen in 1953.
        - Charles van Zuylen (1912-1991), trouwde met Marie-José Ophoven (1919-1999). Hij werd in de adelstand opgenomen in 1953
        - Jean van Zuylen (1917-1999), trouwde met Yvonne Regout (1918-). Hij werd in de adelstand opgenomen in 1953.

      - Ernest van Zuylen (1886-1957), trouwde met Juliette Halbart (1884-1962). Ze hadden vier dochters en twee zoons. Hij was voorzitter van de Luikse Société Royale des Beaux-Arts en medestichter van de Fondation des Beaux-Arts in Brussel. Hij werd in de adelstand opgenomen in 1953.